# Cantón Morona
Cantón Morona är en kanton i Ecuador.   Den ligger i provinsen Morona Santiago, i den centrala delen av landet, 240 km söder om huvudstaden Quito.